# Slot Dornsberg
Slot Dornsberg (of Slot Tarantsberg) (Duits: Schloss Dornsberg, Italiaans: Castel Taranto) is een slot gelegen in het Zuid-Tiroolse Naturns (Italië), in het dal Vinschgau. 

## Geschiedenis
In 1217 werd door de adelfamilie van Tarant (ook wel Heren van Torand genoemd) Slot Dornsberg, toen nog met de naam Slot Tarantsberg, gebouwd. Sinds 1232 wordt het slot ook wel Slot Dorenberch genoemd. 
Tussen 1270 en 1280 werd de Ursulakapel gebouwd.
Aan het einde van de 13e eeuw verloren Engelmar, Ulrich en Hanns Tarant hun adelpositie en waren daarom genoodzaakt het slot te verkopen. 
In 1291 werd het slot verkocht aan Meinhard II van Gorizia-Tirol.
In 1347 ging het slot over van Ulrich von Reichenberg en Katharina von Waldeck naar Heinrich von Annenberg, en wordt vanaf toen Slot Dornsberg genoemd.

### Heden
Vandaag de dag is Slot Dornsberg privé-eigendom en is niet te bezichtigen. 